# Ала (Валгамаа)
А́ла (эст. Ala) — деревня в волости Тырва уезда Валгамаа, Эстония. 

## География и описание
Расположена на берегу реки Ыхне, в 14 км к западу от волостного центра — города Тырва, и в 34 км к северо-западу от уездного центра — города Валга. Высота над уровнем моря — 110 метров. На севере деревня граничит с уездом Вильяндимаа, у её западной границы расположено озеро Икепера. Через деревню проходит шоссе Валга — Уулу.
Климат умеренный. Официальный язык — эстонский. Почтовые индексы: 68507, 68594 (до востребования).

## Население
По данным переписи населения 2021 года, в Ала насчитывалось 213 жителей, из них 211 (99,1 %) — эстонцы. 
По данным переписи населения 2011 года, в деревне проживали 238 человек, из них 233 (97,9 %) — эстонцы.
Численность населения деревни Ала по данным переписей населения:
| Год  | 1959 | 1970  | 1979  | 1989  | 2000  | 2011  | 2021  |
| ---- | ---- | ----- | ----- | ----- | ----- | ----- | ----- |
| Чел. | 142  | ↗ 168 | ↗ 297 | ↘ 296 | ↘ 284 | ↘ 238 | ↘ 213 |

## История
На месте деревни в XVIII—XIX веках была корчма мызы Вагенкюль (нем. Wagenküll, Таагепера, эст. Taagepera mõis), вокруг которой сформировалось поселение. В списках 1922 года Ала — посёлок, с 1977 года — официально деревня. 

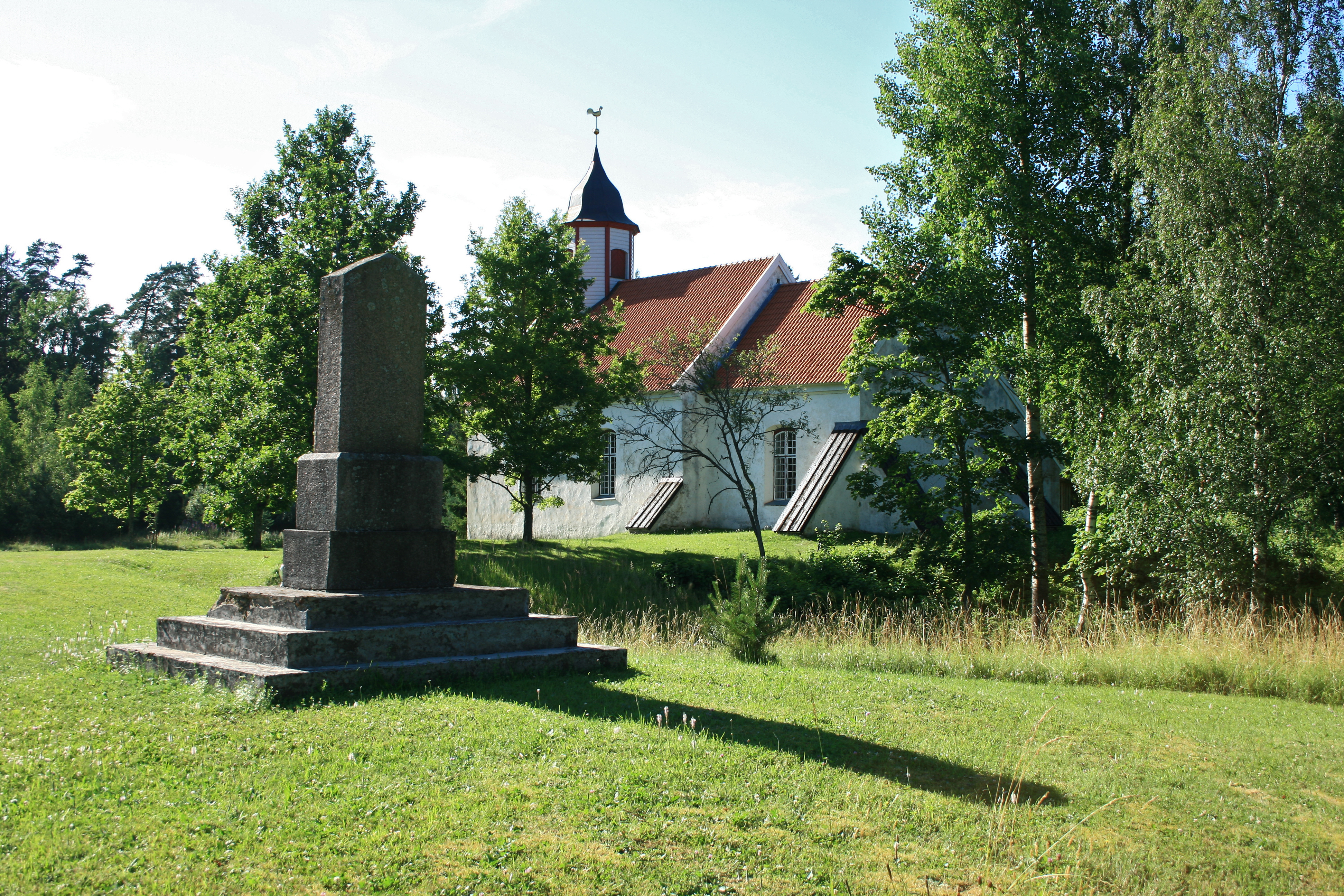
Таагепереская церковь и памятник Эстонской освободительной войне (вид сзади)

Советский памятник на братской могиле павших во II мировой войне. Ликвидирован в 2023 году

В 1977 году, в период кампании по укрупнению деревень, с Ала были объединены деревни Лопсу (эст. Lopsu), Мяэкюла (эст. Mäeküla) и Ванамыйза (эст. Vanamõisa, в 1839 году упоминается как мыза нем. Wannamois, в 1945 году — как деревня эст. Vana).
На территории деревни находится Таагепереская Яановская церковь, строительство которой в 1674 году начал помещик и земский советник Отто фон Штакельберг. Церковь внесена в Государственный регистр памятников культуры Эстонии как памятник архитектуры. рядом с церковью 2 сентября 1934 года был открыт памятник Эстонской освободительной войне, который был взорван советскими властями в октябре 1940 года и восстановлен в мае 1990 года (с 2003 года — ). 
В советское время деревня была центром Таагепераского сельсовета и совхоза «Таагепера»; здесь работала 8-классная школа и дом культуры.
В 1956 году на расположенной на территории деревни братской могиле советских воинов, павших во Второй мировой войне (исторический памятник с 1997 до 2023 года), был установлен памятник с надписью «Советским воинам, павшим во Второй мировой войне 1941—1945». В протоколе от 30 ноября 2022 года рабочая группа по советским памятникам при Госканцелярии Эстонии признала этот памятник «красным монументом», подлежащим демонтажу с перезахоронением останков на кладбище. Памятник был ликвидирован весной 2023 года (см. Список советских военных памятников Эстонии).

## Происхождение топонима
Название деревни основано на эстонском слове ‘ala’ («расположенный ниже», «находящийся ниже), которое часто появляется как дополнение в эстонских топонимах, особенно в Южной Эстонии. Вероятно, это противопоставление ‘ala’ и ‘mäe’ («гора», «возвышенность»): к юго-востоку от Ала находится Мяэкюла, с 1977 года ставшая частью деревни Ала.

## Комментарии
1. ↑  Эстонские топонимы, оканчивающиеся на -а, не склоняются и не имеют женского рода (исключение — Нарва)[6].